# Arthur von Weinberg

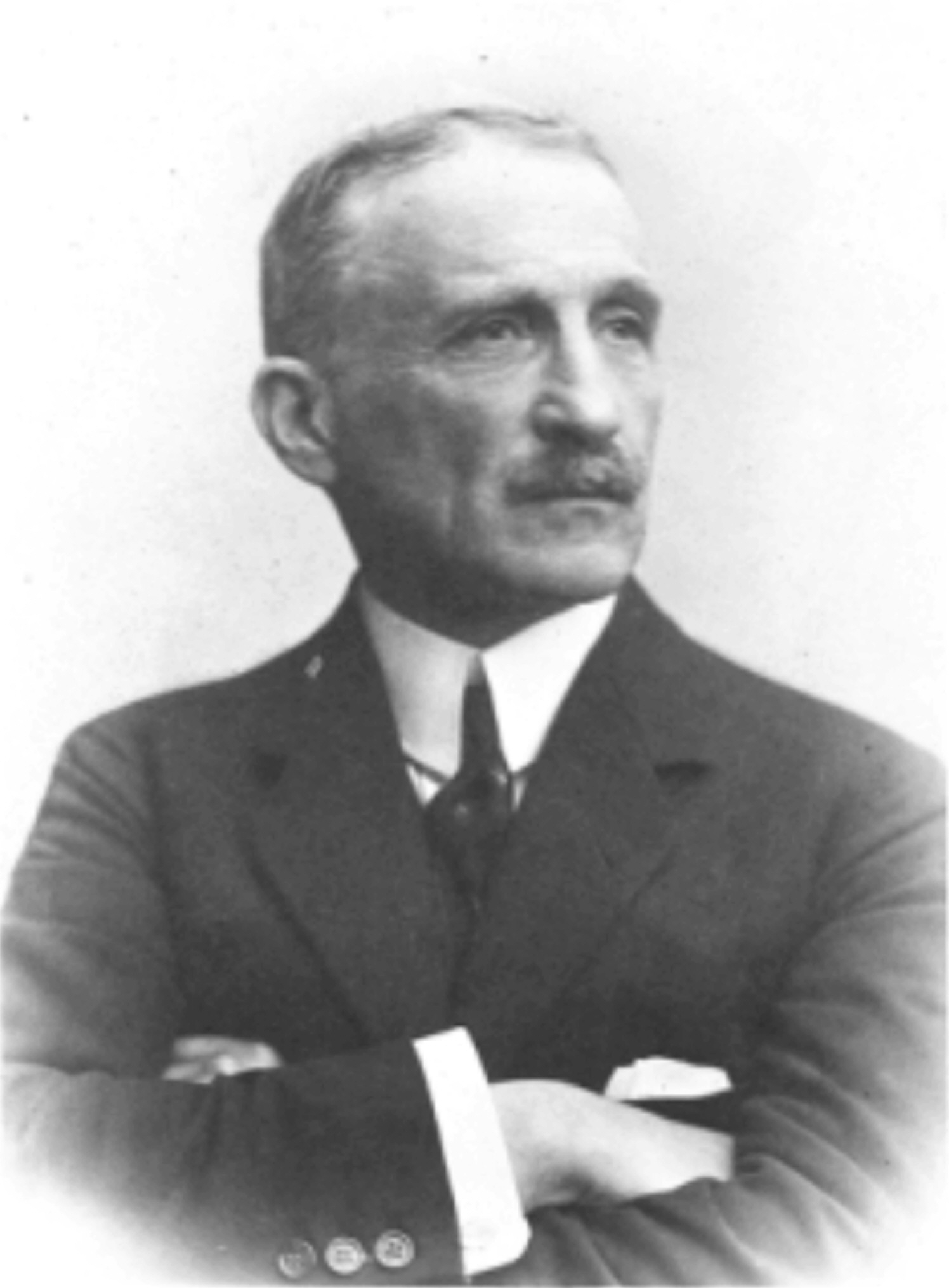
Arthur von Weinberg (um 1910)

Arthur Weinberg, ab 1908 von Weinberg, (* 11. August 1860 in Frankfurt am Main; † 20. März 1943 im KZ Theresienstadt) war ein deutscher Chemiker und Unternehmer. Er war u. a. Teilhaber der Cassella Farbwerke Mainkur, Aufsichts- und Verwaltungsratsmitglied der I.G. Farbenindustrie AG und ein bedeutender Mäzen und Stifter wissenschaftlicher und kultureller Einrichtungen. Bereits 1908 wurde er zum Ehrenbürger der Gemeinde Fechenheim ernannt, 1930 folgte dann die Ernennung zum Ehrenbürger von Frankfurt am Main. In der Zeit des Nationalsozialismus wurde er wegen seiner jüdischen Abstammung verfolgt. Nach dem Zweiten Weltkrieg geriet er fast in Vergessenheit; erst seit Ende des 20. Jahrhunderts wird seine Bedeutung als Stifter und Mäzen wieder zunehmend gewürdigt.

## Leben
Arthur Weinberg entstammte einer jüdischen Unternehmer-Familie. Die Eltern waren Bernhard Weinberg und Pauline Weinberg geb. Gans. Nach dem Abitur an der Musterschule in Frankfurt studierte er ab 1877 an der Kaiser-Wilhelms-Universität Straßburg und der Ludwig-Maximilians-Universität München Physik, Chemie, Mathematik und Klassische Philologie.  1880 im Corps Transrhenania München recipiert, klammerte er viermal die Erste Charge. Ebenfalls 1880 ließen Arthur und sein Bruder Carl von Weinberg sich evangelisch taufen. Mit einer Doktorarbeit bei Paul Friedlaender am Münchener Institut von Adolf von Baeyer wurde er 1882 zum Dr. phil. promoviert. Hieraus entstand seine lebenslange Freundschaft zu Friedlaender. Im selben Jahr ging er als Einjährig-Freiwilliger zur Leichten Kavallerie und diente im 3. Chevaulegers-Regiment „Herzog Karl Theodor“ der Bayerischen Armee.
1903 stiftete er 5.000 Mark für die Krieger-Kameradschaft Frankfurt, in der er Mitglied war. Aus diesem Weinberg-Fonds sollten „unverschuldet in Not geratene Kameraden“ unterstützt werden. Ein Jahr später stiftete er weitere 1.000 Mark für den Fonds.
1908 wurde er zusammen mit seinem Bruder Carl durch Kaiser Wilhelm II. in den erblichen preußischen Adelsstand erhoben. 1909 heiratete er die verwitwete Niederländerin Willemine Peschel geb. Huygens.

### Chemie
1883 trat er als Teilhaber und Technischer Leiter in die Farbwerke Cassella in Fechenheim ein, die damals von seinem Onkel Leo Gans geführt wurden. Gemeinsam mit seinem Bruder Carl machte er das Unternehmen Cassella um 1900 zum weltgrößten Hersteller synthetischer Farbstoffe. 1907 übernahmen Arthur und Carl die Gesamtleitung der Cassella Farbwerke. Weinberg war befreundet mit dem späteren Nobelpreisträger Paul Ehrlich, dessen Forschungen er unterstützte.

### Erster Weltkrieg und Weimarer Republik
Als Reserveoffizier diente Weinberg im Ersten Weltkrieg als Führer der 1. Eskadron im bayerischen 6. Reserve-Kavallerie-Regiment, zuletzt als Major. Für seine Leistungen wurde er mit beiden Klassen des Eisernen Kreuzes sowie dem Bayerischen Militärverdienstorden IV. Klasse mit Krone und Schwertern ausgezeichnet. 1916 übernahm er die Leitung des Referats Chemie im preußischen Kriegsministerium. Nach Kriegsende kehrte er in die Industrie zurück und wurde 1926 Mitglied des Aufsichtsrats der IG Farbenindustrie AG, dem damals größten Chemiekonzern im Deutschen Reich.

### Mäzen und Stifter

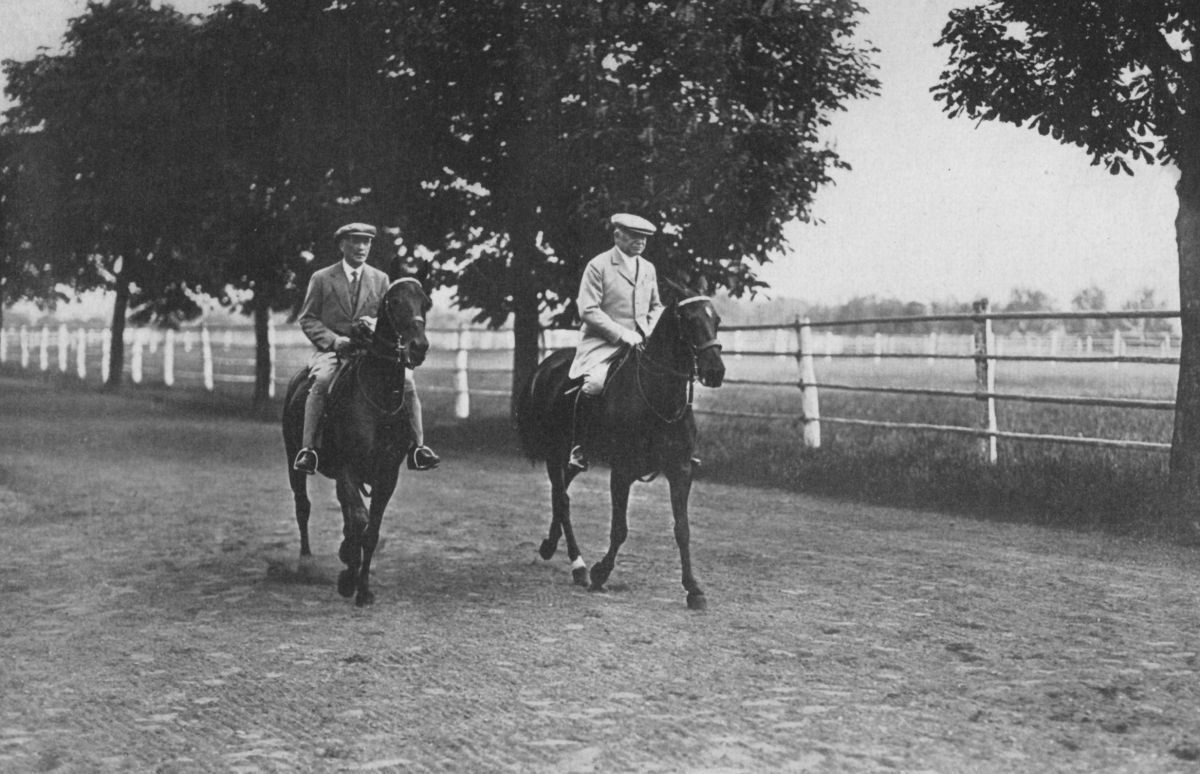
Arthur von Weinberg (links) zusammen mit seinem Bruder Carl beim Morgenritt auf dem Gestüt Waldfried

Privat galt Arthur von Weinbergs Leidenschaft den Pferden. In jungen Jahren war er ein erfolgreicher Herrenreiter. 1891 gründete er seinen eigenen Rennstall, aus dem später das berühmte Gestüt Waldfried hervorging, dessen Zuchtlinien noch heute eine bedeutende Rolle in der deutschen Vollblutzucht spielen. Insgesamt trugen sieben Derby-Sieger die blau-weiß gestreiften Waldfrieder Farben.
Er gehörte zu den größten Steuerzahlern von Frankfurt am Main zur Zeit des Deutschen Kaiserreichs. Er förderte den Bau der 1908/09 in Gelnhausen-Haitz erbauten evangelische Dankeskirche, wie die Stiftertafel am Eingang belegt. 1909 richtete er die Arthur von Weinberg-Stiftung ein und stattete sie so großzügig aus, dass er daraus unter anderem dem Physikalischen Verein eine Professur für Physikalische Chemie finanzieren konnte. Er förderte die Senckenbergische Naturforschende Gesellschaft und war ab 1909 ihr gewählter Direktor. Weinberg und sein Bruder Carl gehörten 1914 zu den Stiftern der Universität Frankfurt.
Zu den von ihm geförderten kommunalen Einrichtungen gehörten neben der Universität das Städelsche Kunstinstitut, das städtische Hallenbad und das Kinderdorf Wegscheide. Weinberg handelte die ersten reichsweiten Tarifverträge für die chemische Industrie aus und richtete zahlreiche soziale Einrichtungen für Betriebsangehörige und ihre Familien ein, beispielsweise Werkswohnungen, eine Betriebskrankenkasse, betriebliche Altersversorgung, Stipendien und Beihilfen. Er und seine Ehefrau spendeten wiederholt für die vom Arzt und Wohltäter Wilhelm Hufnagel gegründete und geleitete Kinderheilanstalt in Bad Orb. Durch diese Förderung war die Errichtung des nach Weinbergs Ehefrau benannten „Willeminenhauses“ möglich.

### Zeit des Nationalsozialismus

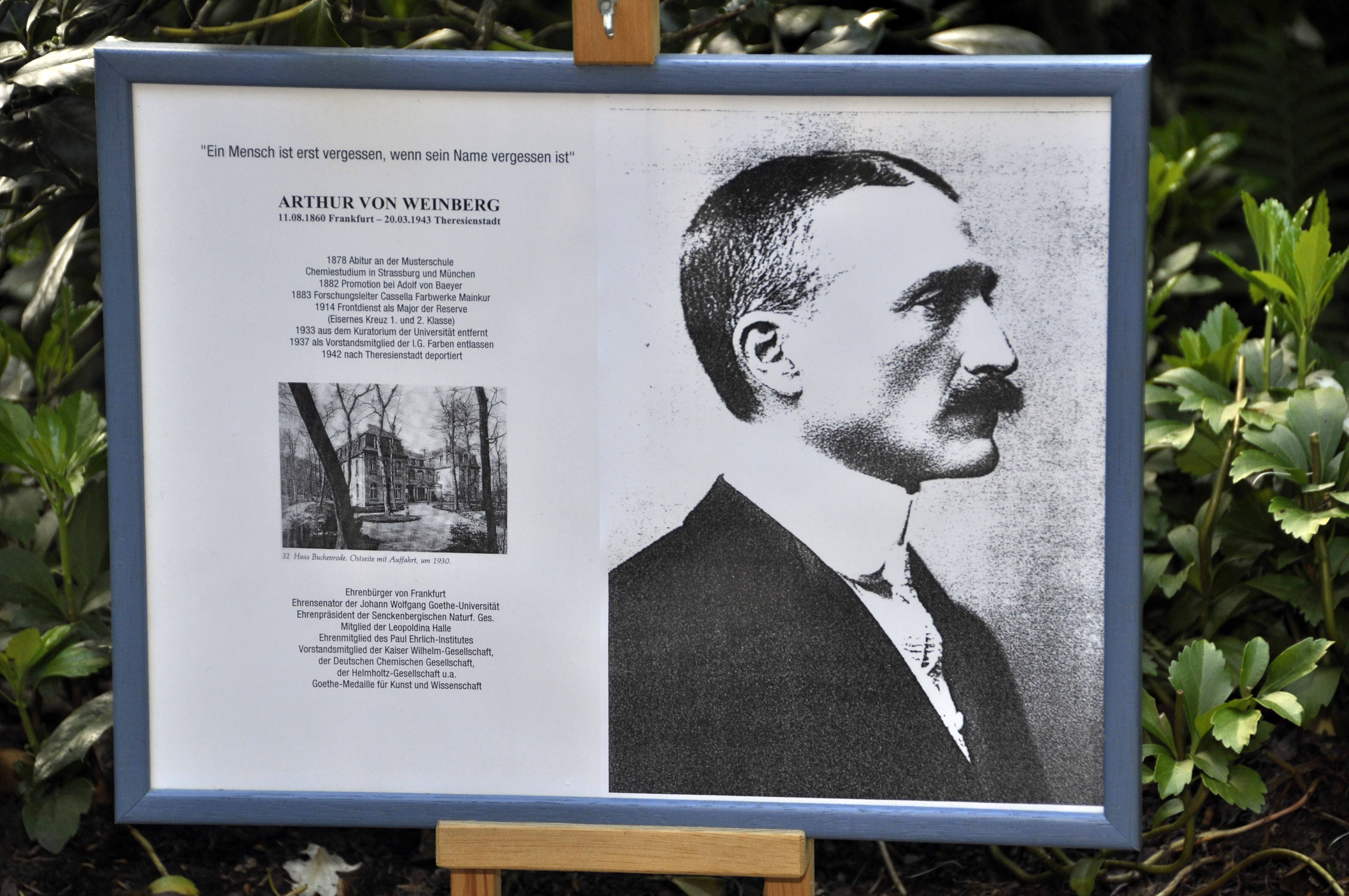
Bild von Arthur von Weinberg und Denktafel

Nach der Machtübernahme der Nationalsozialisten musste Weinberg seine Ehrenämter aufgeben und aus den Gremien der IG Farben ausscheiden. In Vollzug der Arierparagraphen wurde er 1935 aus der Philisterliste seines Corps gestrichen.
Nach den Novemberpogromen 1938 wurde er gezwungen, seine 1908 erbaute Villa Haus Buchenrode in Frankfurt-Niederrad für einen Bruchteil des Wertes an die Stadt zu verkaufen und den Verkaufserlös als willkürliche Judenvermögensabgabe an die städtische Finanzkasse abzutreten. Zeitzeugen berichten, dass der damalige Oberbürgermeister Friedrich Krebs und andere nationalsozialistische Funktionäre sich gewaltsam Einlass verschafft und den fast achtzigjährigen, seit 1935 verwitweten Arthur von Weinberg mit dem Satz „Der Jud muss raus“ in den Park geschickt haben, um den Zwangsverkauf des Hauses vorzubereiten. 1939 wurde dort das Musische Gymnasium untergebracht.
Weinberg zog zu seinen adoptierten Töchtern, erst zu Charlotte, später zu Mary Gräfin von Spreti auf Schloss Pähl am Ammersee in Bayern. Er hatte ihnen 1937 das Gestüt Waldfried überlassen. Auf Veranlassung des Gauleiters vom Gau München-Oberbayern, Paul Giesler, wurde er am 2. Juni 1942 verhaftet. Ins Konzentrationslager Theresienstadt deportiert, starb er dort nach einer Cholezystektomie im Alter von 82 Jahren. Seine Asche wurde wie die tausender anderer Opfer in Theresienstadt in die Eger geschüttet.

## Ehrungen
- Geheimer Regierungsrat (1913)

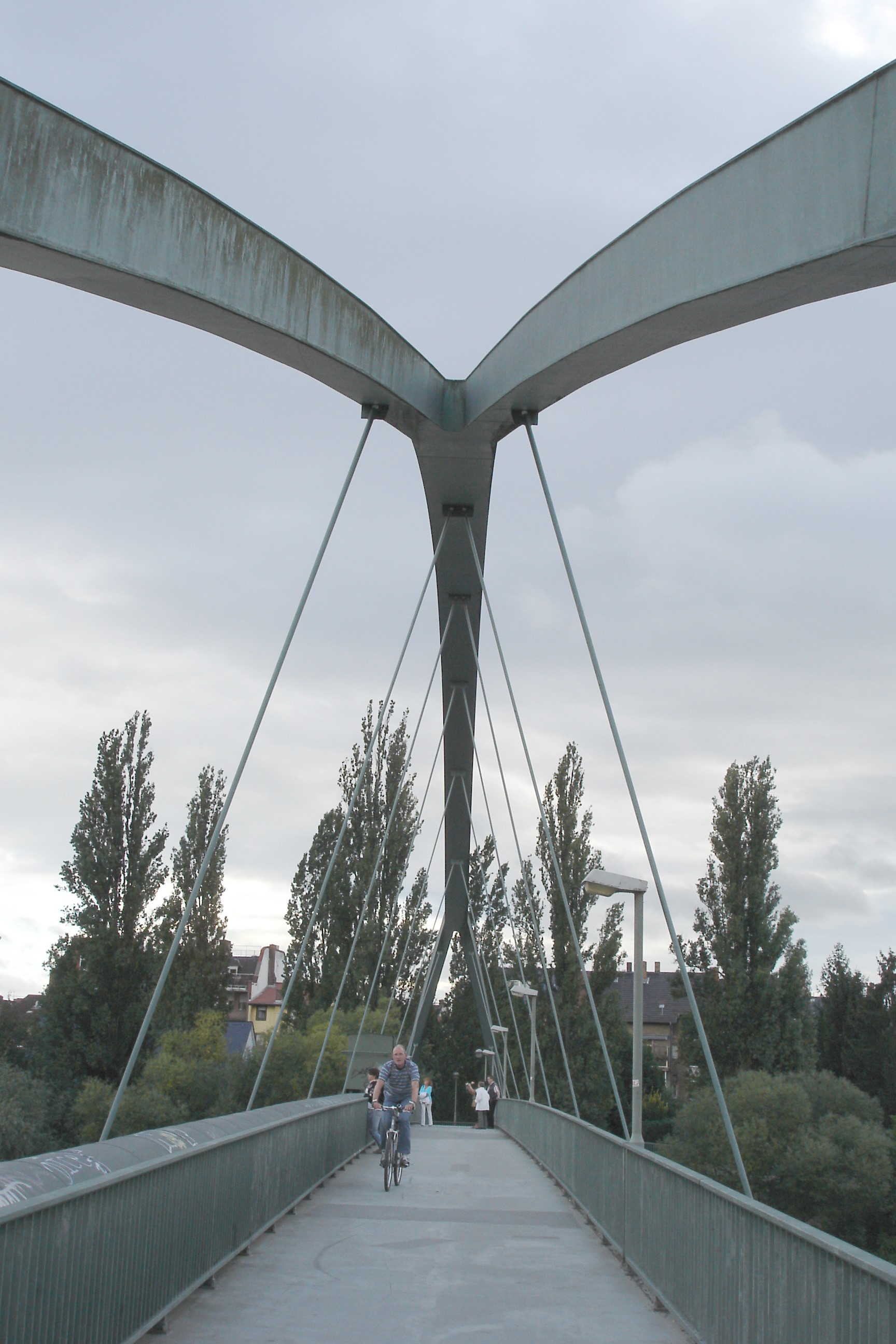
Arthur-von-Weinberg-Steg

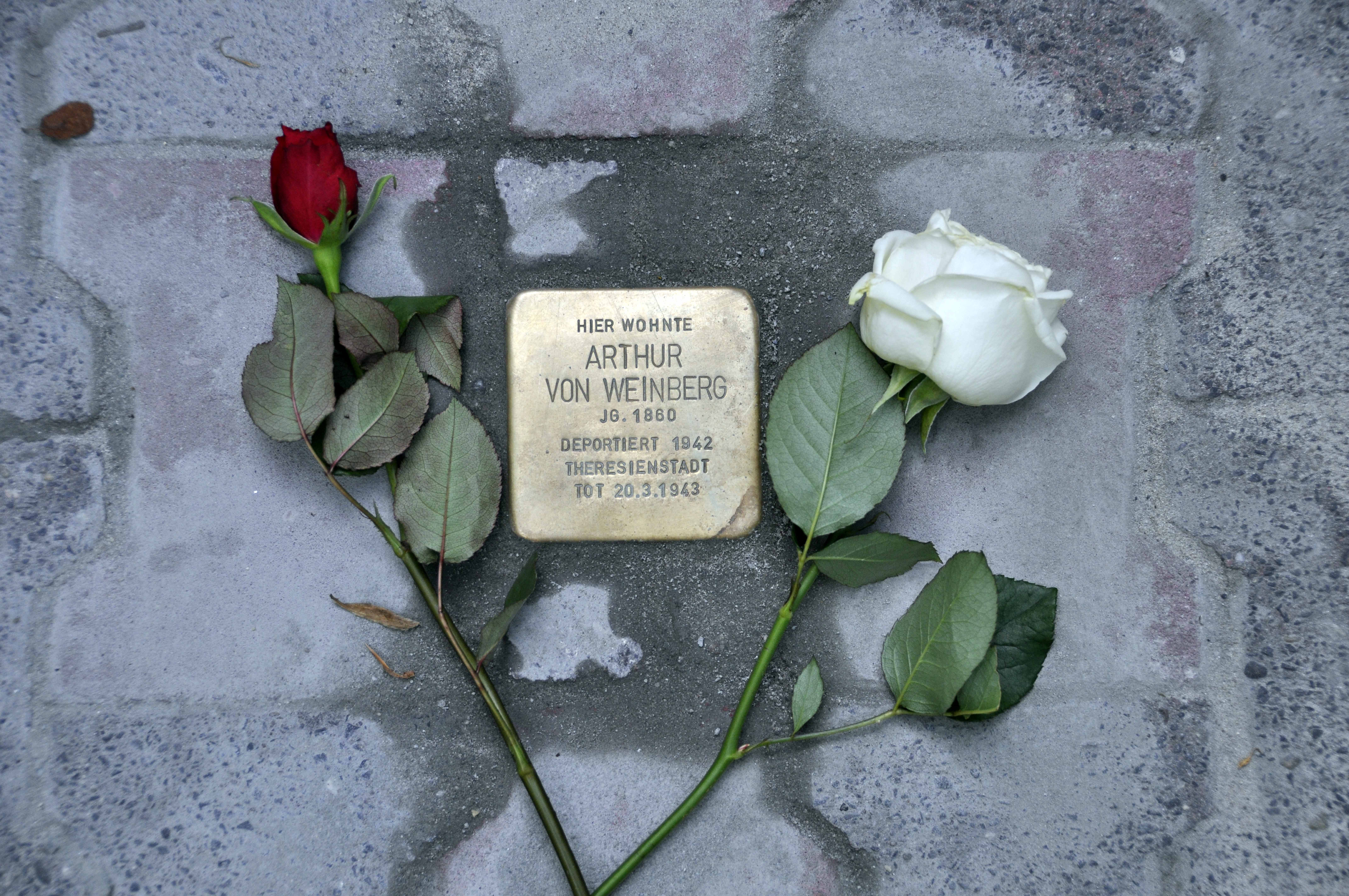
Stolperstein für Arthur von Weinberg

- Ehrendoktor (Dr. med. h. c.), Ehrenbürger, Ehrensenator und Mitglied des Kuratoriums der Johann-Wolfgang-Goethe-Universität Frankfurt am Main (1933 aus dem Kuratorium entfernt)
- Ehrendoktor (Dr.-Ing. E. h.) der Technischen Hochschule Darmstadt
- Ehrendoktor (Dr.-Ing. E. h.) der Deutschen Technischen Hochschule Prag
- Ehrenbürger von Fechenheim (1933 zum Verzicht gezwungen)
- Ehrenbürger von Frankfurt am Main (1930, 1933 aberkannt, 1947 wieder in die Liste aufgenommen)
- Silberne Ehrenplakette der Stadt Frankfurt am Main (1927)
- Goethe-Medaille für Kunst und Wissenschaft des Reichspräsidenten (1932)
- Großkreuz des Ordens der Krone von Italien
- Medaille für Verdienste um die öffentliche Gesundheit
- Ehrenpräsident der Senckenberg Gesellschaft für Naturforschung
- Mitglied der Leopoldina (1932)[13]
- preußischer Roter Adlerorden IV. Klasse
- bayerischer Verdienstorden vom Heiligen Michael IV. Klasse
- Ehrenmitglied im Kyffhäuserbund
- bayerische Prinzregent-Luitpold-Medaille
- preußische Landwehrdienstauszeichnung I. Klasse

Eine Gedenkstele der Leopoldina zum Andenken von neun Mitgliedern der Akademie, die in den Konzentrationslagern der Nationalsozialisten ermordet wurden oder an den unmenschlichen und grausamen Bedingungen der Lagerhaft starben, erinnert auch an Arthur von Weinberg. Am 12. Mai 2012 verlegte der Künstler Gunter Demnig an der Stelle seiner ehemaligen Villa Haus Buchenrode einen Stolperstein für Arthur von Weinberg.
Nach ihm benannt sind der Arthur-von-Weinberg-Steg zwischen Fechenheim und Offenbach-Bürgel, die Arthur-von-Weinberg-Straße in Frankfurt-Kalbach-Riedberg, der Arthur-von-Weinberg-Park in Frankfurt-Niederrad sowie das Arthur-von-Weinberg-Haus, vormals die „Alte Physik“ der Goethe-Universität bzw. des Physikalischen Vereins.
Am 9. April 2024 wurde ein Asteroid nach ihm benannt: (274928) von Weinberg.

## Ehrenämter

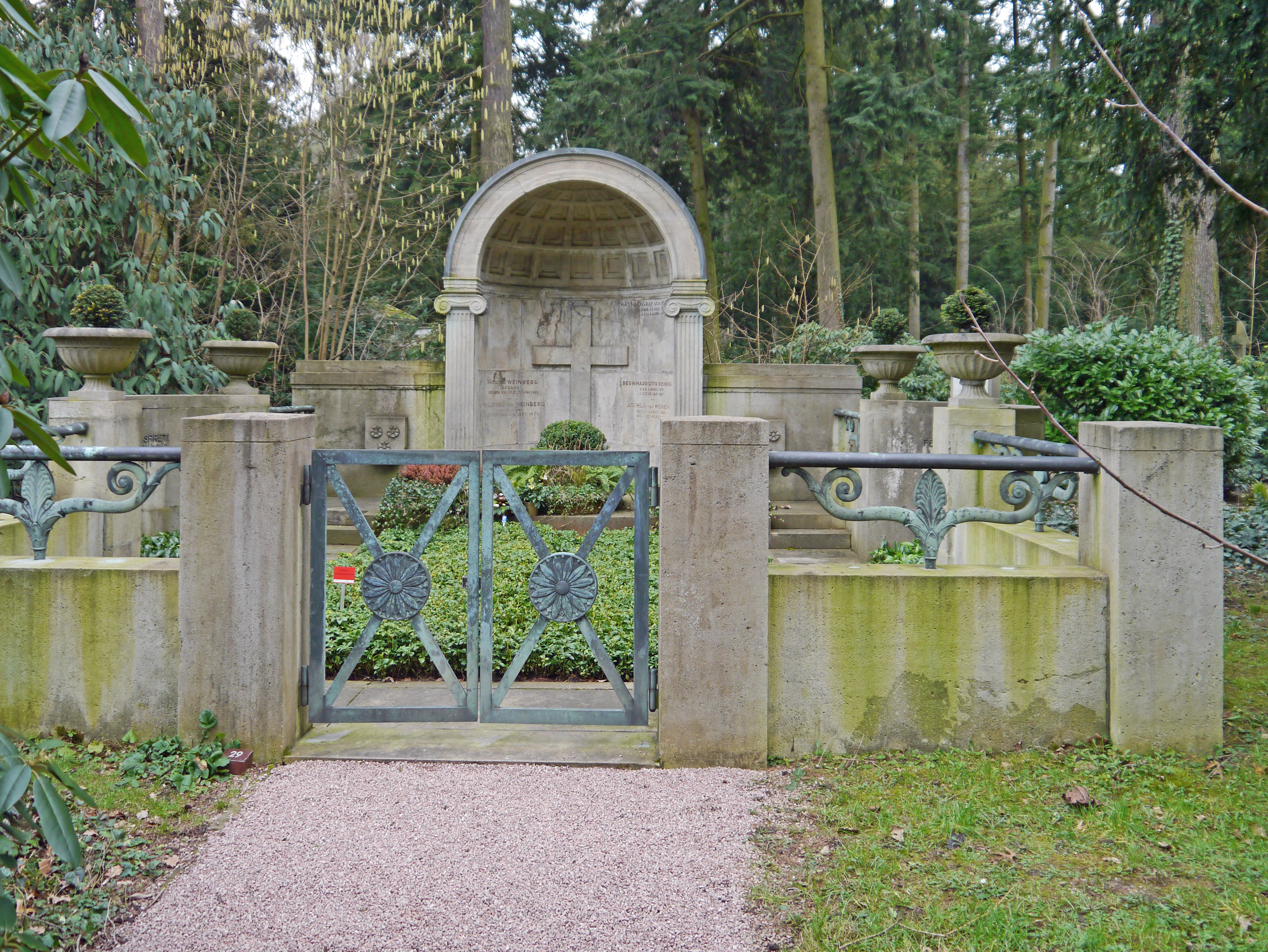
Familiengrab Weinberg auf dem Frankfurter Hauptfriedhof

- Mitbegründer und Verwaltungsrat der IG Farben AG (als solcher 1937 entlassen)
- Vorsitzender der Deutsch-Italienischen Handelskammer
- Präsident der Emil-Fischer-Gesellschaft zur Förderung der chemischen Forschung
- Direktor der Senckenbergischen Naturforschenden Gesellschaft
- Vorsitzender des Patronatsvereins für die Städtischen Bühnen Frankfurt
- Mit seinem Bruder Carl gehörte Weinberg zu den Gründern des Vollblüter-Gestüts „Waldfried“.